# Phrenology
Albums de The Roots
Things Fall Apart
(1999) The Tipping Point
(2004)
Singles
1. Break You Off
Sortie : 2002
2. The Seed (2.0)
Sortie : 31 mars 2003

Phrenology est le cinquième album studio des Roots, sorti le 26 novembre 2002.
Le titre de l'opus fait référence à la théorie de la phrénologie, utilisée pour justifier le racisme au XIXe siècle aux États-Unis. Le dessin de la pochette a été réalisé par l'artiste graveur Tom Huck.
L'album, qui s'est classé 11e au Top R&B/Hip-Hop Albums et 28e au Billboard 200, a été certifié disque d'or par la Recording Industry Association of America (RIAA) le 3 juin 2003.

## Liste des titres
| No  | Titre                                                             | Contient un (des) sample(s) de                                                        | Durée |
| --- | ----------------------------------------------------------------- | ------------------------------------------------------------------------------------- | ----- |
| 1.  | Phrentrow (featuring Ursula Rucker)                               |                                                                                       | 0:18  |
| 2.  | Rock You                                                          |                                                                                       | 3:12  |
| 3.  | !!!!!!!                                                           |                                                                                       | 0:24  |
| 4.  | Sacrifice (featuring Nelly Furtado)                               |                                                                                       | 4:44  |
| 5.  | Rolling with Heat (featuring Talib Kweli)                         |                                                                                       | 3:42  |
| 6.  | WAOK (Ay) Rollcall (featuring Ursula Rucker)                      |                                                                                       | 1:00  |
| 7.  | Thought @ Work                                                    | Hey Bulldog des Beatles Apache de l'Incredible Bongo Band Human Beat Box des Fat Boys | 4:58  |
| 8.  | The Seed (2.0) (featuring Cody ChesnuTT)                          |                                                                                       | 4:27  |
| 9.  | Break You Off (featuring Musiq Soulchild)                         | Shape of My Heart de Sting                                                            | 7:27  |
| 10. | Water                                                             | Her Story des Flying Lizards                                                          | 10:24 |
| 11. | Quills                                                            | Breakout de Swing Out Sister                                                          | 4:22  |
| 12. | Pussy Galore                                                      | Because I Got It Like That des Jungle Brothers                                        | 4:29  |
| 13. | Complexity (featuring Jill Scott)                                 |                                                                                       | 4:47  |
| 14. | Something in the Way of Things (In Town) (featuring Amiri Baraka) |                                                                                       | 7:16  |
| 15. | Untitled                                                          |                                                                                       | 0:20  |
| 16. | Untitled                                                          |                                                                                       | 0:20  |
| 17. | Rhymes and Ammo / Thirsty! (featuring Talib Kweli)                | Midnight Theme de Manzel When I Rock de Thomas Schumacher                             | 8:00  |
| 18. | Untitled                                                          |                                                                                       | 0:07  |